# Система управления веб-содержимым

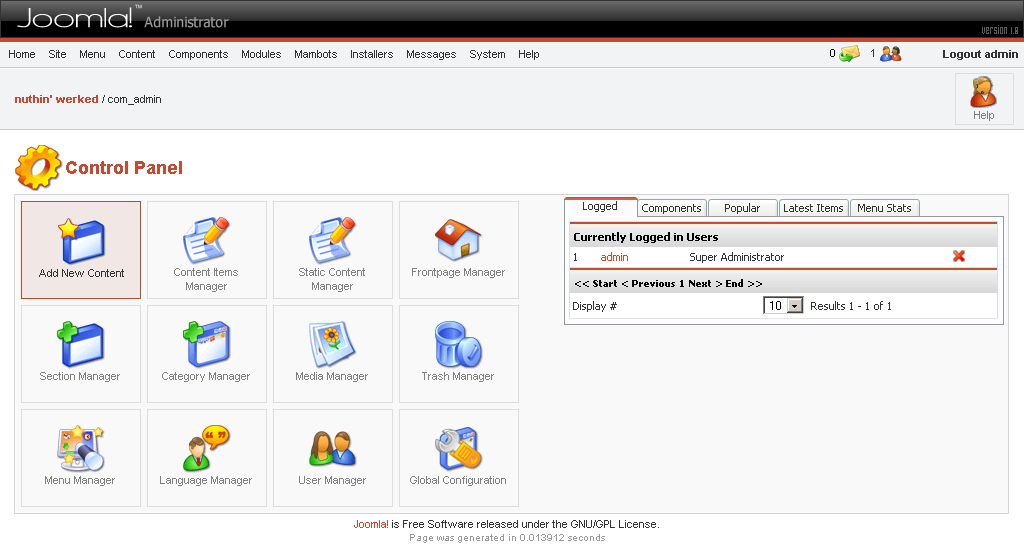
Пример WCMS (администраторская панель Joomla!)

Система управления веб-содержимым (Web Content Management System или WCMS) — программный комплекс, предоставляющий функции создания, редактирования, контроля и организации веб-страниц. WCMS часто используются для создания блогов, личных страниц и интернет-магазинов и нацелены на пользователей, мало знакомых с программированием.

## История возникновения
Системы управления веб-контентом начали разрабатываться с середины 90-х годов. 
С 2000-х рынок WCMS окончательно устоялся, на сегодня разработано более 1200 CMS.

## Предоставляемые возможности
- Использование шаблонов отображения, автоматически применяемых к новому или существующему контенту.
- Простота редактирования контента благодаря визуальным редакторам. От пользователя не требуется знание языков программирования и разметки;
- Расширяемость за счет установки дополнительных модулей и плагинов;
- Визуализация содержимого, благодаря которой пользователь может увидеть создаваемый контент до отправки его на сайт (предварительный просмотр).
- Автоматическое обновление и следование веб стандартам;
- Управление документооборотом;
- Единая категоризация всех видов содержимого (таксономия).
- Управление пользователями с различным уровнем доступа

## Реализация
- Чаще всего WCMS использует базу данных для хранения своих настроек и основного контента.
- Многие WCMS используют кэширование, которое ускоряет их работу. Наилучшим образом подходит для сайтов с большой посещаемостью.
- WCMS формирует и отображает страницу на основе шаблонов.
- Администраторская панель чаще всего представляет собой веб-интерфейс, но некоторые системы используют толстого-клиента.
- Открытые WCMS часто состоят из модулей и аддонов.
- Конструкторы сайтов, позволяющие самостоятельно создавать, как дизайн сайта, так и его структуру, модули и наполняемый контент.

## Типы генерации

### Online (на-лету)
Данный тип систем формирует страницу на основе шаблонов и данных из базы данных или из кэша. Системы такого типа работают на основе связки «модуль редактирования → база данных → модуль представления». Модуль представления генерирует страницу с содержанием при запросе на него, на основе информации из базы данных. Информация в базе данных изменяется с помощью модуля редактирования. Страницы заново создаются сервером при каждом запросе, что, в свою очередь, создаёт дополнительную нагрузку на системные ресурсы. Нагрузка может быть многократно снижена при использовании средств кэширования, которые имеются в современных веб-серверах.

### Offline
Данный тип показывает пользователю заранее созданную и сформированную страницу, а также после внесенных изменений в содержание сайта администратором. При таком способе в жертву приносится интерактивность между посетителем и содержимым сайта.

### Hybrid
Сочетает в себе оба типа. Может быть реализован путём кэширования — модуль представления генерирует страницу один раз, в дальнейшем она в несколько раз быстрее подгружается из кэша. Кэш может обновляться как автоматически, по истечении некоторого срока времени или при внесении изменений в определённые разделы сайта, так и вручную по команде администратора. Другой подход — сохранение определённых информационных блоков на этапе редактирования сайта и сборка страницы из этих блоков при запросе соответствующей страницы пользователем.

### Конструкторы сайтов
Конструкторы сайтов являются инструментами, которые позволяют создавать веб-сайты без ручного редактирования кода. Они делятся на две категории: онлайн-конструкторы: SAAS платформы, предоставляющие CMS и хостинг, обычно предназначены для пользователей, которые не имеют специальных знаний в области сайтостроения. И офлайн-конструкторы: программное обеспечение, которое работает на компьютере, создаёт веб-страницы, которые можно затем опубликовать на любом хостинге. Последние часто считаются «программным обеспечением для веб-дизайна», а не «конструкторами сайтов».